# Gonatacanthus griffinii
Gonatacanthus griffinii är en insektsart som beskrevs av Heinrich Hugo Karny 1911. Gonatacanthus griffinii ingår i släktet Gonatacanthus och familjen vårtbitare. Inga underarter finns listade i Catalogue of Life.